# Parteiunabhängig
Als parteiunabhängig (keiner Partei angehörend, keiner Partei verpflichtet) werden Personen und Organisationen bezeichnet, die ohne engere Bindung an eine politische Partei agieren. Sie können jedoch in loser Form mit einer solchen kooperieren.

## Parteiunabhängige Politik
Häufige Formen einer parteiunabhängigen Ausübung von Politik sind
bei Wahlen
- unabhängige Kandidaten für nationale, regionale oder kommunale Wahlen
- unabhängige Wählergemeinschaften wie Namenslisten oder Bürgerlisten
- Unterstützungskomitees für Kandidaten, für Vorzugsstimmen usw.

allgemein
- Tätigkeiten in Gewerkschaften und anderen Standesvertretungen – obwohl sie im Regelfall in loser Parteibindung erfolgen
- Tätigkeit in örtlichen Vereinen mit regional- oder lokalpolitischer Bedeutung – beispielsweise Feuerwehr, Umweltschutz, Alpenverein, kulturelle Organisationen, Sportvereine usw.
- Bürgerinitiativen, Diskussionsformen, Petitionen
- Unterstützung von Volksbegehren und anderen Formen der Volksgesetzgebung
- offizielle Formen der Bürgerbeteiligung

## Parteiunabhängige Kandidaten
Viele wahlwerbende Parteien sind bestrebt, auch parteifreie Kandidaten zu gewinnen, wofür es verschiedenste Gründe gibt: Demonstration der Offenheit einer Partei, ihrer Bürgernähe, die Bekanntheit einer Person (z. B. aus dem Sport oder dem Fernsehen) oder ihr gesellschaftliches Prestige in einer Hilfsorganisation. Vorausgesetzt wird im Allgemeinen eine gewisse Nähe in der Weltanschauung.
Die Unabhängigkeit der Kandidaten kann mündlich oder vertraglich abgesichert sein, auf Treu und Glauben beruhen oder ihre Form offenbleiben. Zur politischen Unabhängigkeit gehören neben uneingeschränkter Redefreiheit  vor allem die Befreiung von jedem parlamentarischen Klubzwang, hingegen wird bei der Wahlwerbung eine Anlehnung an die Standpunkte der Partei erwartet.

## Parteiunabhängige Organisationen
Wieweit sich gesellschaftlich tätige Organisationen als parteiunabhängig definieren, hängt von der politischen Kultur des Landes ab. Sie ist beispielsweise in Österreich parteinäher als in Deutschland.
Im Blick auf die Entwicklung der letzten Jahrzehnte ist auch bei traditionell parteinahen Institutionen ein deutlicher Trend zur Betonung der Unabhängigkeit festzustellen. So schreibt Lars Holtkamp 2009 im Sammelband Die Zukunft der Mitgliederpartei:

„Bereits zu Anfang der 1990er Jahre wurde die zunehmende Distanz zwischen Bürgern und Parteien in den Massenmedien auf den Begriff der Parteienverdrossenheit gebracht. Auch wenn die Parteienforschung in Deutschland relativ reserviert auf diese Krisenszenarien reagiert, zumal allein seit 1949 10 Parteienkrisen konstatiert wurden […], wird diese Ablösung der gesellschaftlichen Basis von den Parteien in der Diskussion über den Parteienwandel weitgehend bestätigt  und auch zunehmend aus normativer Perspektive problematisiert.“

Diese Entwicklung hängt auch mit der sinkenden Zahl der Parteimitglieder und ihrer teilweisen Überalterung zusammen sowie mit der in Europa zu ortenden Politikverdrossenheit.
Bereiche, in denen sich eine vordem merkliche Parteiennähe abgeschwächt oder zur Unabhängigkeit gewandelt hat, sind unter anderem die Alpenvereine und die Sportvereine, die Autofahrerklubs, die mit Kulturpolitik befassten Organisationen und die Hochschulen.